# Грачі (фільм)
«Грачі» (рос. «Грачи») — український радянський художній фільм 1982 року режисера Костянтина Єршова 1982 року. Сценарій написаний за мотивами реальних подій.

## Сюжет
Історія заснована на фактах, раніше події описані в нарисі правозахисниці О. Чайковської «Це було під Ростовом». У картині змінені тільки імена і деякі подробиці. 
Брати Грачі — сімейна банда, що промишляє розбійними нападами.

## У ролях
- Олексій Петренко —  Ігор Анатолійович Ставрасов, суддя
- Леонід Філатов —  Віктор Сергійович Грач, середній брат
- Ярослав Гаврилюк —  Олександр Сергійович Грач, молодший брат
- Віталій Шаповалов —  Леонід Осадчий, він же Чикин Леонід Михайлович
- Юрій Гребенщиков —  Андрій Грач, старший брат
- Ірина Буніна —  Галина Грач
- Марія Виноградова —  Євдокія Іванівна Грач, мати
- Земфіра Цахілова —  Віра Загоруйко, коханка Віктора Грача
- Анатолій Ромашин —  Білодід, слідчий
- Марк Гресь —  Віктор Грач в дитинстві
- Олександр Ануров —  прокурор
- Анатолій Барчук —  народний засідатель
- Микола Гудзь —  свідок
- Олена Долинська —  мати Акчурина
- Людмила Логійко —  дружина Маліка
- Олександр Мілютін —  свідок
- Микола Олійник —  Акчурин, сержант ДАІ
- Раїса Пироженко —  народний засідатель
- Володимир Попков —  адвокат Олександра Грача
- Олена Чекан —  Акчурина, дружина сержанта
- Вітольд Янпавліс —  адвокат Олександра Грача
- Костянтин Лінартович —  Малік
- Петро Філоненко —  оперативник
- Зіновій Золотарьов —  чоловік на суді
- Геннадій Болотов —  епізод
- Олександр Філатов —  епізод
- Віктор Андрієнко —  епізод

## Творча група
- Сценаристи: Раміз Фаталієв, за участю Костянтина Єршова
- Режисер-постановник: Костянтин Єршов
- Оператор-постановник: Олександр Яновський
- Художник-постановник: Едуард Шейкін
- Композитор: Валентин Сильвестров
- Звукооператор: Рива Бісновата
- Режисер: Емілія Іллєнко
- Оператори: Олег Маслов-Лисичкін, Ю. Тимощук, Ігор Чепусов
  - Комбіновані зйомки: Микола Шабаєв
- Художники: по костюмах — Світлана Побережна, по гриму — А. Бржестовська, художник-фотограф — Г. Скачко
- Художник-декоратор — Валерій Софронов,
- Режисер монтажу: Марія Зорова
- Редактор: Інеса Размашкіна
- Директор картини: Тетяна Кульчицька